# Herzliya Medical Center
Herzliya Medical Center (en hebreu: הרצליה מדיקל סנטר) és un hospital privat que ofereix serveis terapèutics a Israel i d'altres països del Món. També ofereix serveis de laboratori, fisioteràpia i ambulància. L'hospital va ser fundat l'any 1983 i es troba a la ciutat d'Hertseliyya, a Israel.

## Història
El centre va ser fundat l'any 1982, quan un grup d'inversors sudafricans, va finançar la construcció d'un centre mèdic a la ciutat costanera de Hertseliyya, on es van situar els consultoris mèdics i els serveis clínics de suport, així com les instal·lacions quirúrgiques per a procediments menors. En el seu primer any de funcionament, va tenir una taxa d'ocupació del 18 per cent.
L'any 1991, l'edifici es va expandir i va augmentar el seu nombre de sales d'operacions. Als últims mesos de 1993 es va obrir una clínica a la ciutat de Gaza. El juny de 1995, el centre va signar un acord amb el govern de la República de Tatarstan perestablir un hospital avançat en aquella nació. L'agost de 2016 el capital de l'Herzliya Medical Center estava en mans de Landlan Investments Ltd. (50%), Clalit Health Services (40%), i Clal Insurance (10%).

## Departaments
El centre disposa de més de quatre-cents metges especialistes en totes les branques principals de la medicina. L'hospital proporciona serveis a 8.000 pacients cada any i disposa de set sales d'operacions. En els darrers 25 anys, més de 9.000 nadons han nascut de parelles que van ser tractades amb tècniques de fecundació en el centre mèdic.
- Oncologia
- Neurocirurgia
- Cirurgia cardiovascular
- Cirurgia plàstica i reparadora
- Cirurgia ortopèdica
- Urologia i andrologia
- Gastroenterologia
- Diagnòstic clínic
- Fecundació
- Cirurgia bariàtrica
- Ginecologia i Obstetrícia
- Oftalmologia
- Otorrinolaringologia
- Pediatria
- Cirurgia general

## Personal
- 350 metges
- 122 infermeres
- 74 infermeres amb certificacions avançades